# Australopithecus garhi
Australopithecus garhi – gatunek hominida odkryty w 1996 roku w okolicy etiopskiej wioski Bouri, ulokowanej w Middle Awash, w Kotlinie Danakilskiej, w pobliżu rzeki Auasz. Nazwa 'garhi' oznacza niespodzianka. Pojemność mózgoczaszki wynosiła ok. 450 cm³. Czaszka wykazuje wyraźny prognatyzm dolnotwarzowy. Zachowane zęby trzonowe były znacznych rozmiarów. Kość udowa elongacją przypomina ludzką, co może świadczyć o dwunożności. Kość ramieniowa natomiast wykazuje cechy zbliżone do małp człekokształtnych. Morfologia Australopithecus garhi wykazuje zatem mozaikowatość cech. Szczątki datowane są na około 2,5 mln lat temu. Uznawany za formę pośrednią między A. afarensis a grupą obejmującą nowocześniejsze australopiteki i rodzaj Homo.